# Rubus virgultorum
Rubus virgultorum är en rosväxtart som beskrevs av P. J. Müll.. Rubus virgultorum ingår i släktet rubusar, och familjen rosväxter.

## Underarter
Arten delas in i följande underarter:
- R. v. magnifica
- R. v. caesiiformis